# Lipofibromatosi infantile
La lipofibromatosi infantile è una rara neoplasia pediatrica dei tessuti molli con una tendenza distintiva a contenere grasso. Questa malattia è stata recentemente descritta come una distinta entità clinica. Istologicamente, è caratterizzata da tessuto adiposo abbondante con elementi fibroblastici. Nonostante sia del tutto benigna, tale neoplasia è stata segnalata per avere un alto tasso di recidività locale.

## La malattia
I casi di fibromatosi che si presentano nella prima infanzia si suddividono in 2 tipologie morfologicamente diverse. Un tipo è essenzialmente identico al caso di fibromatosi adulta. Questa discussione si occupa dell'altra tipologia, che è unica per l'infanzia ed è stata definita soltanto nel 2000 con il termine "lipofibromatosi". Questa malattia colpisce specialmente i bambini, dalla nascita fino ad 8 anni di età, ed è leggermente più comune nei bambini che nelle bambine.
Ci sono differenze considerevoli nell'aspetto morfologico della malattia, a seconda dello stadio di differenziazione dei fibroblasti costitutivi. Dr. Stout fu il primo a identificare e descrivere la forma infantile della fibromatosi come entità distinta dagli altri casi di fibromatosi, ma da allora, pochi casi sono stati aggiunti alla letteratura. Tuttavia, nel 2000, Dr. Fetsch e collaboratori del Armed Forces Institute of Pathology (AFIP) hanno pubblicato una serie di 45 casi che hanno contribuito significativamente ad approfondire la comprensione di questa rara malattia.

## Clinica
La maggior parte dei pazienti presenta masse isolate e solide localizzate in profondità, scarsamente circoscritte che in genere sono cresciute rapidamente nelle settimane o mesi precedenti alla visita medica. In quasi tutti i casi, la massa si presenta durante i primi 8 anni di vita, più comunemente prima dei 2 anni di età e in alcuni casi è presente sin dalla nascita. Sebbene la maggior parte dei pazienti siano asintomatici, alcuni riportano dolore o tensione delle zone coinvolte.
La massa ha origine tipicamente nel muscolo scheletrico, in particolare nei muscoli degli arti quali tronco, testa, collo. Le aree più colpite della testa e del collo sono la lingua, la mandibola, la mascella e il processo mastoideo. Nello studio dell'AFIP, la maggior parte dei casi si presentano negli arti, come la mano (18 casi), braccio (8), gamba (7) e piede (6). Cinque casi hanno avuto origine nel tronco e uno nella testa.
Durante il progredire della lesione, essa può infiltrarsi nei muscoli adiacenti e crescere intorno a vasi sanguigni e nervi, con risultante tensione, dolore, o disturbi funzionali. Il coinvolgimento della capsula articolare può provocare contratture e limitazione dei movimenti. L'esame radiografico mostra una massa di tessuto molle talvolta associata ad un'incurvatura o deformazione dell'osso, specialmente nei casi in cui l'insorgenza della massa è avvenuta nei primi 2-3 anni di vita ed è stata presente per diversi mesi o anni. Le lesioni nelle aree della mandibola, della mascella o della mastoide coinvolgono spesso le ossa; in questi casi può essere difficile determinare se la massa sia sorta nei tessuti molli, nel periostio o nelle ossa, rendendo difficile in certi casi la sua distinzione dal fibroma desmoplastico dell'osso.

## Anatomia patologica
Macroscopicamente, il tumore è solido, una massa poco definita simile ad una cicatrice di tessuto grigio-bianco che misura da 1 a 10 cm. Non è incapsulato e solitamente viene asportato insieme a porzioni di muscolo coinvolte e a grasso sottocutaneo. Microscopicamente, la fibromatosi infantile è caratterizzata da un ampio spettro morfologico che riflette gli stadi progressivi di differenziazione dei fibroblasti. La forma più comune di fibromatosi infantile è il tipo diffuso (mesenchimale). Questa forma, che è stata trovata principalmente negli infanti durante i primi mesi di vita, è caratterizzata da cellule ovali o rotonde, piccole e disordinate, depositate su un background mixoide. Le cellule sono all'apparenza intermedie tra le cellule mesenchimali primitive e i fibroblasti, e sono spesso intimamente associate alle fibre muscolari residue e i lipociti. I lipociti intervallati, fenomeno che in certi casi può essere estensivo, sono probabilmente il risultato della proliferazione grassa ex vacuo alla atrofia muscolare dell'infiltrato e immobilizzazione del tessuto muscolare. Una infiammazione linfocitica collocata periferalmente è spesso presente. Queste aree si mescolano con una proliferazione cellulare composta principalmente da fibroblasti bombati e fusiformi, disposti in fasci e fascicoli distinti. In certi casi, queste aree possono avere alta attività mitotica e cellulare, rendendo la distinzione dal fibrosarcoma infantile estremamente difficile.
La forma meno comune di fibromatosi infantile (tipo desmoide) è praticamente indistinguibile dalla forma adulta di fibromatosi (tumore desmoide). Questo tipo di solito si presenta nei bambini oltre i 5 anni di età, e il suo comportamento è simile a quello della forma adulta di fibromatosi. Sebbene la morfologia sia simile a quella delle lesioni adulte, la calcificazione e/o ossificazione è una caratteristica tipica di tutti i casi pediatrici. Come altre forme di fibromatosi, la fibromatosi infantile è composta da una miscela di fibroblasti e miofibroblasti. Immunoistochimicamente, le cellule che appaiono più primitive, caratteristiche del tipo diffuso e delle cellule gonfie filiformi di entrambi i tipi, mostrano colorazione variabile per i marcatori muscolari, tra cui actina muscolo specifica e actina del muscolo liscio, sebbene i colori per la desmina siano tipicamente negativi. Sebbene non vi sia alcuna aberrazione citogenetica caratteristica, Dr. Kenney e collaboratori hanno descritto un caso di traslocazione 3-way t(4;9;6).

## Diagnosi differenziale
La diagnosi differenziale dipende dal tipo di fibromatosi infantile. Il tipo diffuso (mesenchimale) causa spesso problemi diagnostici perché può essere confuso con una grande varietà di lesioni mixoidi o lipomatose a causa dello stroma mixoide prominente e della sostituzione parziale del muscolo infiltrato da parte dei lipociti. Il liposarcoma mixoide non è osservato in bambini con meno di 5 anni, ed è caratterizzato dalla presenza di strutture capillari uniformi plexiformi e con un numero variabile di tipici lipoblasti. La lipoblastomatosi, la controparte infantile del lipoma, può essere distinta dal suo caratteristico pattern globulare e dall'apparenza uniforme degli adipociti costituenti. Possono esservi alcune somiglianze con il botryoid rhabdomyiosarcoma (o Sarcoma botryoides), che ha una simile incidenza d'età; ma queste lesioni sono poco comune nella muscolatura e quasi sempre avvengono nelle pareti delle cavità mucose come la vescica o la vagina. La fibrodisplasia ossificante progressiva presenta qualche somiglianza con la forma diffusa di fibromatosi infantile, ma i pazienti con questo tipo di disturbo presentano malformazioni bilaterali e accorciamento delle dita delle mani e dei piedi (microdattilia). A volte è possibile confondersi con i primi stadi del fibroma aponeurotico calcificante, sebbene questa lesione sia caratterizzata dalla sua collocazione nella regione plantare e palmare così come alle foci di calcificazioni lineari e metaplasie condroidi. Il problema più difficile nella diagnosi differenziale è distinguere le diverse varianti cellulari di fibromatosi infantile dai fibrosarcomi congeniti (infantili) (vedi tabella).
| Caratteristica           | Fibromatosi Infantile | Fibrosarcoma Infantile/Congenito |
| ------------------------ | --------------------- | -------------------------------- |
| Cellularità              | variabile             | da moderata ad alta              |
| Pattern a lisca di pesce | assente               | genericamente presente           |
| Figure mitotiche         | rare                  | da poche a molte                 |
| Emorragia                | assente               | spesso presente                  |
| Necrosi                  | assente               | spesso presente                  |
| T(12;15)(p13;q25)        | assente               | presente                         |

Quest'ultimo tumore assomiglia alla forma adulta di fibrosarcoma, con un'alta cellularità caratteristica, pattern di disposizione a lisca di pesce uniforme, e un alto tasso mitotico. In più, zone di emorragia e necrosi non sono infrequenti. La distinzione tra fibromatosi infantile e fibrosarcoma congenito (o infantile) è di solito fattibile se si presta attenzione al modello di crescita infiltrante della fibromatosi e la sua variazione nel grado di cellularità, spesso con aree cellulari alternate da più aree collageniche, che assomigliano alla forma desmoide. Tuttavia, in alcuni casi, una affidabile distinzione di queste entità è estremamente difficile. Analisi genetiche molecolari e citogenetiche sono altamente affidabili per questo tipo di distinzioni. Secondo la citogenetica tradizionale, il fibrosarcoma congenito (o infantile) è caratterizzato dal guadagno dei cromosomi 8, 11, 17 e 20. Queste alterazioni non sono state osservate nel caso di fibromatosi infantile, sebbene guadagni del cromosoma 17 sono stati riportati in alcuni casi. Il fibrosarcoma congenito (o infantile) è caratterizzato da un t(12;15)(p13;q25), risultante nella fusione del gene ETV6 (cromosoma 12) con il gene NTRK3 (cromosoma 15), che può essere rilevato in modo affidabile da una varietà di tecniche.

## Prognosi
Sebbene la fibromatosi infantile non metastatizzi, può raggiungere grandi dimensioni e, come altre forme di fibromatosi, tende a ripresentarsi localmente quando non viene adeguatamente asportata. Nella serie di casi del Dr. Faulkner et al. di lesioni di tipo desmoide, nessuno dei pazienti ha sviluppato malattie metastatiche o è morto come conseguenza diretta del tumore, tuttavia 41 su 63 pazienti (65%) hanno sviluppato un ritorno locale, con il 51% avvenuto a meno di un anno dall'asportazione iniziale e il 90% entro i 3 anni. Purtroppo, le caratteristiche istologiche non consentono una previsione accurata del decorso clinico, anche se alcuni hanno trovato una correlazione tra il grande numero di vasi sanguigni slit-like e un aumento del numero di cellule mesenchimali indifferenziate e del rischio di ricorrenza. In rari casi, l'invasione di zone critiche, in particolare testa e collo, può provocare la morte. Il trattamento di scelta è in genere l'asportazione completa con ampi margini, anche se in alcune aree anatomiche questo può risultare difficile e talvolta impossibile senza provocare deturpazione o disfunzione. Ci sono relativamente pochi casi circa l'efficacia della chemioterapia adiuvante (con Imatinib) o la radioterapia, ma in alcuni casi queste modalità sono state di beneficio terapeutico.